# مبدل دی‌سی به دی‌سی

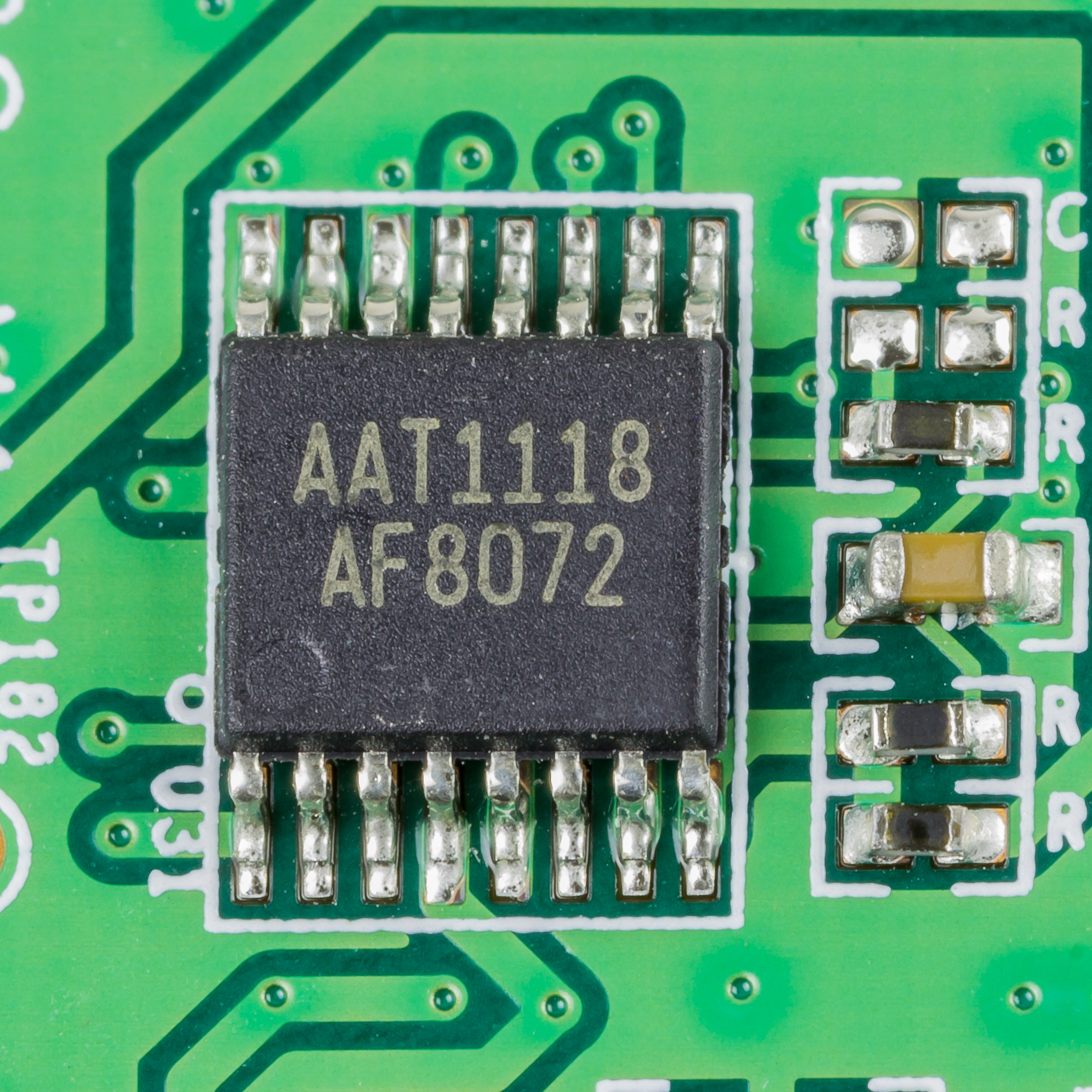
مبدل DC-DC

مبدل DC-DC (به انگلیسی: DC-DC converter) مبدلی است که جریان DC یک منبع را از یک سطح ولتاژ به سطح ولتاژی دیگر تبدیل می‌کند و ولتاژ خروجی می‌تواند از ولتاژ ورودی بیشتر یا کمتر باشد. در مقابل مبدل‌های DC-DC، مبدل‌های AC-DC یا یکسوساز‌ها قرار دارند که جریان متناوب را به جریان مستقیم تبدیل می‌کنند و همچنین مبدل‌های DC-AC یا اینورترها که جریان مستقیم را به متناوب تبدیل می‌کنند.
مبدل‌های DC-DC به طور عمده در منابع تغذیه سوئیچینگ و موتورهای DC به کار می‌روند و جریان ورودی اغلب جریان رگولاته‌نشده‌ای است که از یک یکسوساز وارد مدار می‌شود و سپس می‌توان آن به سطح ولتاژ دلخواه تغییر داد. معمولاً از این مبدل‌ها به همراه یک ترانسفورماتور ایزولاسیون در مدارهای منبع تغذیه سوئیچینگ استفاده می‌شود، اگرچه برای محرکه‌های DC نیاز به ترانسفورماتور نیست.

## انواع مبدل‌های DC-DC
از انواع مبدل‌های DC-DC می‌توان به موارد زیر اشاره کرد:
- مبدل باک
- مبدل بوست
- مبدل باک-بوست
- مبدل کاک (یا چوک)
- مبدل تمام پل

همه مبدل‌های DC-DC بر پایه مدار مبدل باک و مبدل بوست بوده و سایر مدارها در واقع ترکیبی از این دو مدار هستند.